# Julien Tisseron
Pour les articles homonymes, voir Tisseron.

a Compétitions nationales et continentales officielles uniquement.

Dernière mise à jour le 16 juin 2025.
Julien Tisseron, né le 12 août 1995, est un joueur français de rugby à XV qui évolue au poste d'ailier ou d'arrière.

## Biographie
Formé à l'Aviron bayonnais, Julien Tisseron s'engage lors de l'été 2020 avec le Montpellier Hérault rugby.
En décembre 2024, le journal L'Equipe annonce la signature du joueur au CA Brive à l'issue de la saison 2024-2025.

## Palmarès
Aviron bayonnais
- Champion de France de Pro D2 en 2019

 Montpellier HR
- Vainqueur du Challenge européen en 2021
- Vainqueur du Top 14 en 2022